# 大隈重信

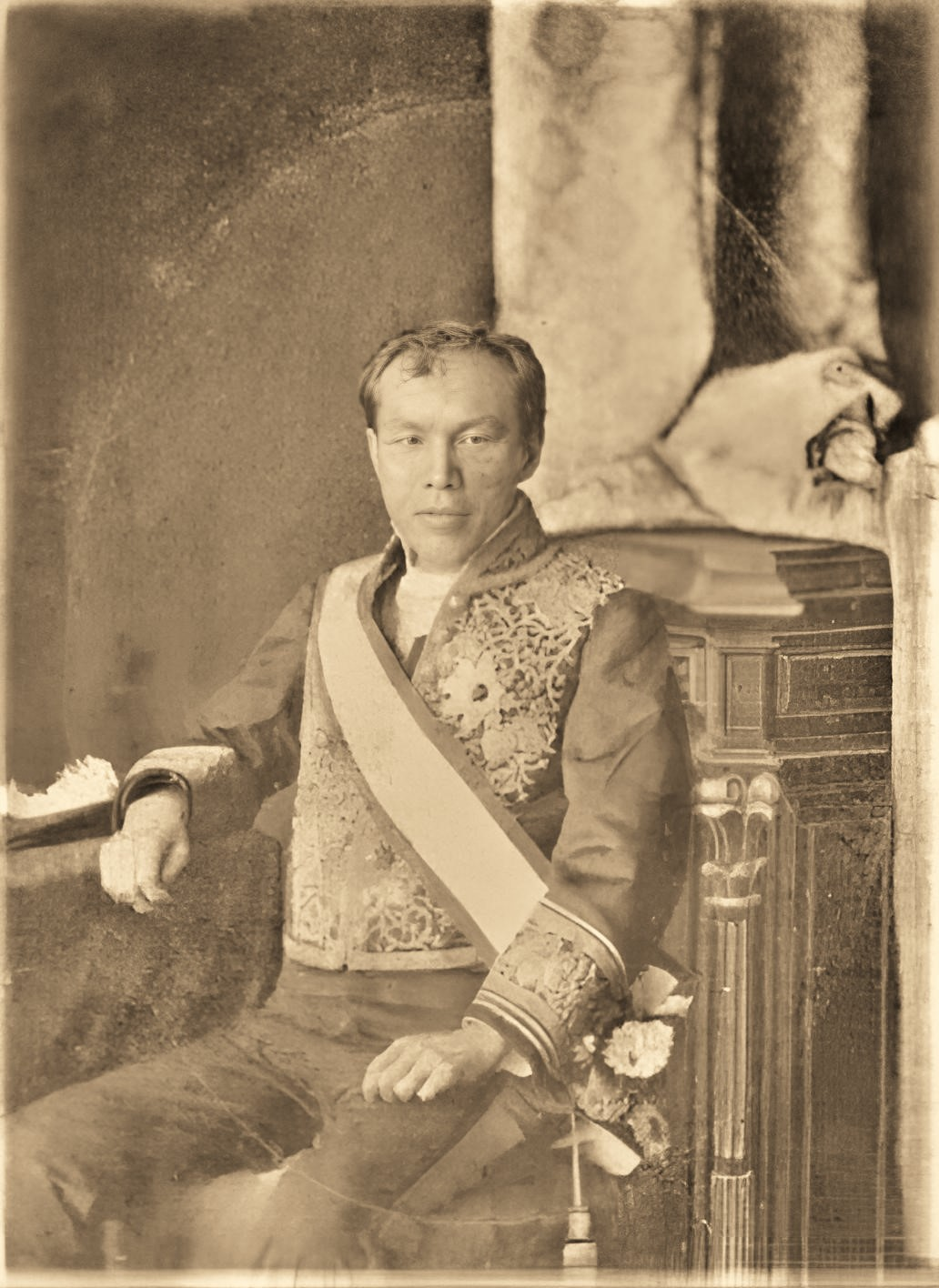
年輕的大隈重信

大隈重信（日语：／ Ōkuma Shigenobu，1838年3月11日—1922年1月10日），幼名八太郎，是日本武士（佐賀藩藩士）、政治家、教育家。從一位大勳位侯爵。曾任參議兼財務大臣、外務大臣（第3、4、11、14、29任）、農商務大臣（第13任）、內閣總理大臣（第8、17任）、內務大臣（第30、32任）、貴族院議員。為早稻田大學的創校者，並任該校第一任校長。

## 生平簡介

### 出生以降
生於佐賀城下會所小路（今佐賀市水ヶ江），佐賀藩藩士大隈信保與三井子夫婦的長子，幼名八太郎。
大隈7嵗就讀藩校弘道舘。安政2年（1855年），大隈因爲捲入弘道舘南北騷動而退學（後因獲得准許而重新入學）。在此期間，向枝吉神陽學習國學，並與副島種臣、江藤新平等一道參加了神陽所創建的「義祭同盟」。安政3年（1856年），轉入佐賀藩蘭學寮學習。文久元年（1861年）在和蘭學寮合併後的弘道舘任教授，講授蘭學。
大隈曾前往長州，積極協助長洲藩和幕府之間的斡旋，對藩政有了一定的影響力。慶應元年（1865年），佐賀藩在長崎的五島町建立藩校英学塾「致遠館」，大隈與副島種臣一道出任教頭。大隈也在此間學習英語，並接觸到了新約聖經及美國獨立宣言，大受影響。他又往來於京都與長崎之間，與尊王派過從甚密。慶應3年（1867年），他和副島計劃一起勸説將軍德川慶喜實行大政奉還，爲此脫藩趕赴京都，卻在途中被捕，被遣返回佐賀藩，受到禁足一個月的處分。

### 明治維新
明治維新之際，由小松清廉舉薦，於明治元年（1868年），獲徴士参与職，出任外国事務局判事。其與英國公使巴夏禮就基督教禁令展開交涉，展現了其外交手腕。明治2年（1869年）兼任會計官次官，參加高輪談判，制定新貨条例，參與了一系列金融行政施政。接著任大蔵大輔，開展鉄道、電信建設、參與設立工部省。同年與三枝綾子再婚。明治3年（1870年）補任參議，1872年（明治5年）與伊藤博文等協商建立官營模範工廠「富冈纺纱厂」。1873年（明治6年）5月出任大蔵省事務総裁，10月以參議兼任大蔵卿。

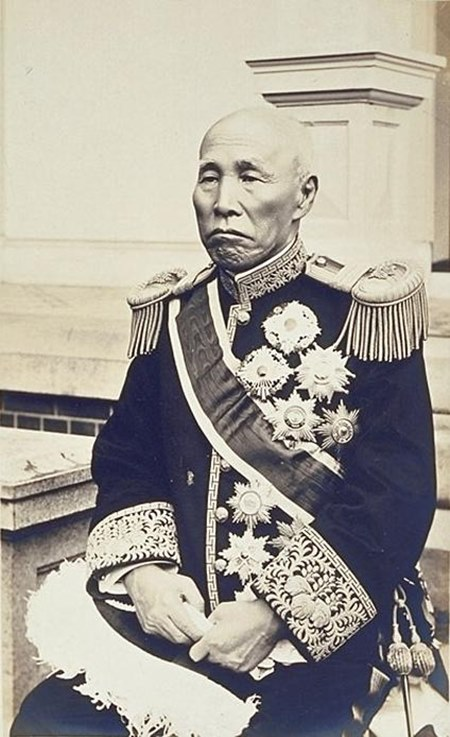
著大禮服的大隈重信

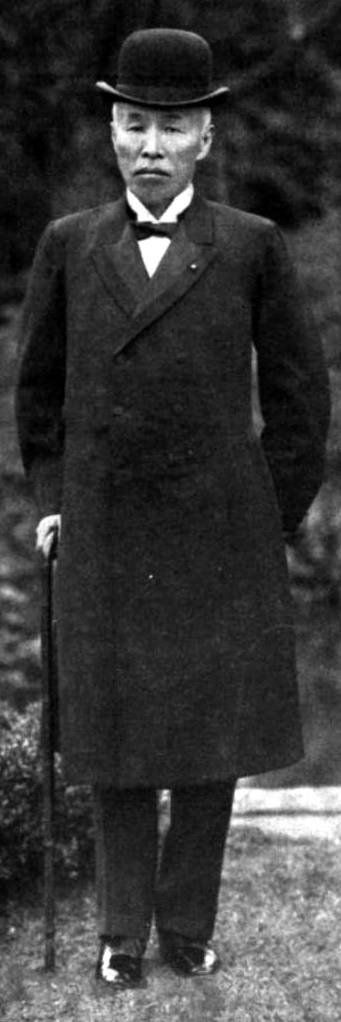

1874年（明治4年）日本政府正式接受維也納世博會的邀請，設置博覧会事務局，大隈出任總裁。這也是明治以來政府首次參加世博會，是為日本近代以來博物館的源流。
大隈手下集結了諸如伊藤博文以及井上馨等衆多年輕官僚，連同木戶孝允參與了日本近代國家的建設。其時伊藤與井上等人常於大隈的私邸議論國是，時有「築地梁山泊」之稱。
大藏省在吸收了民部省後成爲首屈一指的政府部門，大隈推行地租改正的同時積極推進殖産興業政策，並且反對征韓論。明治8年（1875年）10月，與大久保利通連名上書太政官，闡述殖産興業和財政改革的觀點。此後亦有單獨提出財政意見書。又為了西南戰爭而進行調配，並負責戰後的財政運營。
大隈曾提議設立會計檢查院。明治13年（1880年）3月會計檢查院得以落成。明治14年（1881年），深感正確統計的必要性，他又提議並創立統計院，並出任首任初代院長。
與自由民権運動相呼應，大隈提出了國會開設意見書，希望公佈憲法、立即召開國會。這使得他與薩長派的伊藤等人產生對立。明治14年（1881年）10月12日，以大隈的財政政策失政為由，其被褫奪参議一職，此即所謂明治十四年政変（爆料開拓使私賣官有物事件）。10月15日，大隈提出辭呈。

### 首次下野
下野後，大隈為10年后開啓的國會做準備，明治15年（1882年）3月與小野梓一道成立立憲改進黨，並延攬尾崎行雄、犬養毅、矢野文雄等人。10月，小野梓、高田早苗等人鼓吹「學問独立」、「活用學問」、「造就模範國民」，在位於當時東京郊外的早稻田的北門義塾開設東京專門學校（今早稲田大学）。明治17年（1884年），同河野敏鎌等脫離改進黨。
明治20年（1887年），敍勛伯爵。

### 從外務大臣到總理大臣
伊藤看重大隈的外交能力，挑選政敵大隈出任外務大臣，以圖修改不平等條約。明治21年（1888年）2月大隈就任外務大臣。同年黑田清隆組閣，大隈留任。此間因爲條約草案中有外國法官的條款而遭到反對派的抗議。明治22年（1889年）10月18日，遭到國家主義組織玄洋社成員来島恒喜的炸彈襲擊，雖然保住一命但右腳仍需截肢。因此事大隈辭職。
明治29年（1896年）第2次松方内閣（時有「松隈内閣」之稱）中再次出任外相，但因與薩摩派閥矛盾重重而於翌年辭職。
明治31年（1898年）6月與板垣退助建立憲政黨，同年6月30日拜命出任首個薩長派閥以外的内閣總理大臣，組建日本首個政黨内閣。但是因爲舊自由黨與舊進步黨對立嚴重，又有文相尾崎行雄因共和演説事件而辭職，在繼任人選上矛盾激化，對舊自由黨的犬養毅繼任文相感到不滿的舊進步黨人單方面宣稱解散憲政黨，另立新的憲政黨。同時因應美國吞併夏威夷事件，對美國威廉·麦金莱總統展示強硬姿態，稱「從未見過此等激烈的外交文書，簡直就是宣戰聲明無異的最後通牒」，從而引發外交危機。綜上種種，在組閣僅4個月的11月8日内閣總辭。

### 二度引退
明治40年（1907年），引退後的大隈出任早稻田大學校長，並擔任大日本文明協會會長，南極探險隊後援會長等，積極推動文化事業發展。
明治41年（1908年）11月22日，在美國棒球大聯盟選拔隊與早稻田大學棒球隊的比賽擔任開球。雖然大隈投出的球離好球帶很遠，但是早稻田大學的打者出於對校長的尊敬而故意揮空，這成為日本棒球比賽的開球儀式中，無論來球是好球壞球打者都必須揮空棒的傳統來源。

### 再任首相
在第一次護憲運動興起之時，大隈重返政壇。大正3年（1914年），山本权兵衛内閣因西门子事件而倒臺，大隈再次組閣。大正5年（1916年）8月23日日本對德宣戰，翌年1月與外相加藤高明共同提出對華二十一条。1月12日，乘馬車時福田和五郎等8人向馬車投擲炸彈，但炸彈沒有引爆，大隈因而得以倖免。7月14日升為侯爵，任貴族院侯爵議員。
内相大浦兼武的貪污事件被揭露，8月大隈兼任外務大臣，改革内閣，但即使如此還是失去了民衆的支持；改組期間其言論「雖然提出了辭呈但因爲天皇陛下挽留而留任」與此前的藩閥政客幾無二致。因元老對政府的壓力與日俱增，大正5年（1916年）10月，内閣總辭。此後大隈從政界徹底引退。
離任之時大隈已達78歲，是歷任總理大臣中年紀最大者。

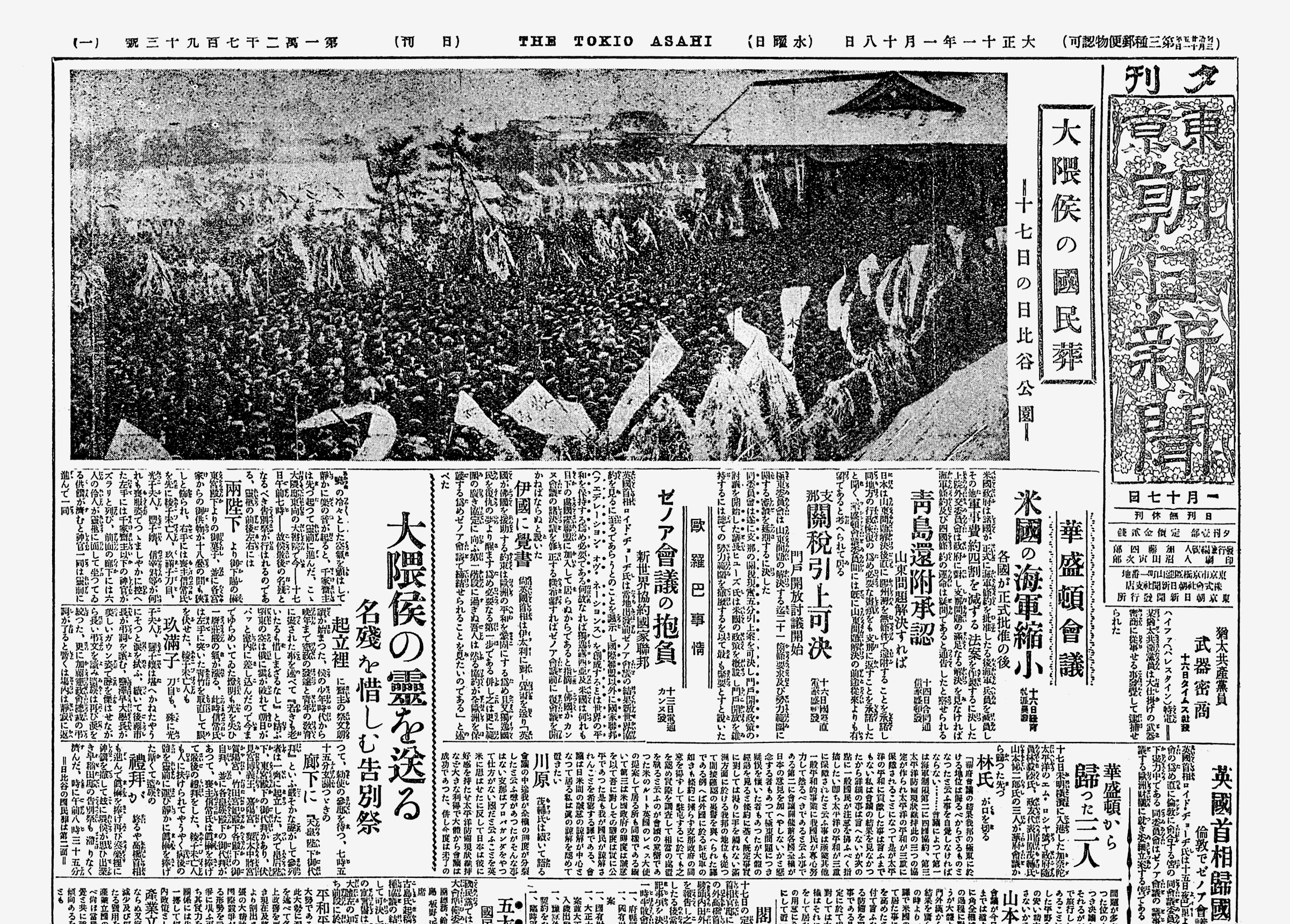
1922年1月18日東京朝日新聞報導大隈重信的國民葬

大正11年（1922年）1月10日，大隈因膽結石病逝。過世時，在日比谷公園舉辦之前從未舉辦的「國民葬」，超過30萬的一般民眾參加。對比之下，三個星期後同樣在日比谷公園舉辦的山縣有朋的國葬儀式，由於山縣生前在民間的風評不佳，幾乎只有政府與軍警相關人員參與，被新聞媒體揶揄成「沒有『民』的國葬」。

## 軼聞
在藩校弘道館就學時，由於字跡工整不如同學，一念之下決定不做任何的筆記，完全只靠默記記下授課內容。日後也秉持絕不寫字的習慣，即使出版書籍也一貫使用口授筆記的方式，因此現代留下的大隈相關文書是沒有他本人的筆跡。
大隈最初與教育家福澤諭吉之間的關係不佳。福澤認為大隈是「任性的政治家」，大隈則認為福澤是「關在象牙塔的學者」，兩人一直都避免相互碰面。某次雜誌的編輯在事先不告知對方的狀況下讓兩人出席酒宴，結果幾杯酒下肚之後，兩人竟然彼此意氣投合。大隈對福澤說「我還真是羨慕福澤先生您啊，可以被無數前程遠大的學子們圍繞著」。福澤笑說「您要不要也試著辦學校啊？」這成為1907年早稻田大學創立的契機。此外，福澤在1901年去世時，福澤家拒絕所有的外界獻花，僅有收下大隈的獻花。
日本建設第一條鐵路，即新橋至橫濱的鐵路時，大隈重信決定採用1067公釐的窄軌軌距。

## 榮譽

### 授爵
- 1887年（明治20年）5月9日 - 伯爵[2]
- 1887年（明治20年）12月26日 - 正三位[3]
- 1898年（明治31年）6月20日 - 正二位[4]
- 1907年（明治40年）2月2日 - 御紋付御杯[5]
- 1910年（明治43年）4月29日 - 勲一等旭日桐花大綬章[6]
- 1915年（大正4年）11月10日 - 大礼記念章[7]
- 1916年（大正5年）7月14日 - 大勲位菊花大綬章[8]
- 1916年（大正5年）7月14日 - 侯爵[8]
- 1922年（大正11年）1月10日 - 従一位[8]
- 1922年（大正11年）1月10日 - 菊花章頸飾[8]

### 外國勳章
- 1889年（明治22年）5月7日 - 俄羅斯帝國白鷲大綬章[9]
- 1897年（明治30年）5月20日 - 德意志帝國赤鷲大綬章[10]
- 1898年（明治31年）7月4日 - 義大利王國勳章[11]
- 1898年（明治31年）7月4日 - 荷蘭王國勳章[11]
- 1898年（明治31年）7月27日 - 泰國白象第一等勳章[12]
- 1898年（明治31年）9月20日 - 葡萄牙王國勳章[13]
- 1899年（明治32年）3月3日 - 奧匈帝國勳章[13]
- 1910年（明治43年）2月14日 - 大清帝國頭等第三品雙龍寶星[14][15]
- 1916年（大正5年）6月12日 - 法蘭西第三共和國勳章[16]
- 1916年（大正5年）1月14日 - 俄羅斯帝國勳章[17]

## 腳註
1. ↑  此时为大日本帝国，天皇握有实权，首相听从天皇意旨行政。
2. ↑  『官報』第1156号「叙任及辞令」1887年5月10日。
3. ↑  『官報』第1351号「叙任及辞令」1887年12月28日。
4. ↑  『官報』第4491号「叙任及辞令」1898年6月21日。
5. ↑  『官報』第7077号「宮廷録事 - 恩恵」1907年2月4日。
6. ↑  『官報』第8054号「叙任及辞令」1910年4月30日。
7. ↑  『官報』第1310号・付録「辞令」1916年12月13日。
8. 1 2 3 4  『官報』第1187号「叙任及辞令」1916年7月15日。
9. ↑  『官報』第1754号「叙任及辞令」1889年5月8日。
10. ↑  『官報』第4166号「叙任及辞令」1897年5月25日。
11. 1 2  『官報』第4509号「叙任及辞令」1898年7月12日。
12. ↑  『官報』第4528号「叙任及辞令」1898年8月3日。
13. 1 2  『官報』第4583号「叙任及辞令」1898年10月7日。
14. ↑  『官報』第7992号「叙任及辞令」1910年2月16日。
15. ↑  《清實錄‧宣統政紀》，宣統元年十一月辛亥條：「以奉進書籍，賞日本伯爵大
隈重信，頭等第三寶星。」
16. ↑  『官報』第1159号「叙任及辞令」1916年6月13日。
17. ↑  『官報』第1034号「叙任及辞令」1916年1月15日。

## 外部連結
- 大隈重信 | 近代日本人的肖像 （页面存档备份，存于）
- . 早稲田大学.   [2015-01-09]. （原始内容存档于2013-05-21）.
- 第2次大隈重信内閣成立｜近代日本的史料 （页面存档备份，存于）
- 歴代総理の写真と経歴 第8・17代 首相官邸網站（页面存档备份，存于）
- 日本國立國會圖書館 憲政資料室 大隈重信関係文書（MF：早稻田大學藏）

| 官衔                                         | 官衔 | 官衔                                         |
| -------------------------------------------- | --- | -------------------------------------------- |
| 前任： 伊藤博文 山本權兵衛                   | 内閣総理大臣 第8代：1898年6月30日 - 同11月8日 第17代：1914年4月10日 - 1916年10月9日                                                                                         | 繼任： 山縣有朋 寺內正毅                     |
| 前任： 伊藤博文 西園寺公望 西徳二郎 加藤高明 | 外務大臣 第3・4代：1888年2月1日 - 1889年12月24日 第11代：1896年9月22日 - 1897年11月6日 第14代：1898年6月30日 - 同11月8日（兼任） 第29代：1915年8月10日 - 同10月13日（兼任） | 繼任： 青木周蔵 西徳二郎 青木周蔵 石井菊次郎 |
| 前任： 原敬 大浦兼武                         | 内務大臣 第30代：1914年4月16日 - 1915年1月17日（兼任） 第32代：1915年7月30日 - 同8月10日（兼任）                                                                            | 繼任： 大浦兼武 一木喜徳郎                   |
| 前任： 榎本武揚                              | 農商務大臣 第13代：1897年3月29日 - 同11月6日 | 繼任： 山田信道                              |
| 學術機關職務                                 | |                                              |
| 前任： 創設                                  | 早稲田大学総長 初代：1907年 - 1922年 | 繼任： 塩澤昌貞                              |
| 貴族爵位和頭銜                               | |                                              |
| 前任： 創設                                  | 大隈侯爵家 初代：1916年 - 1922年 | 繼任： 大隈信常                              |
| 前任： 創設                                  | 大隈伯爵家 初代：1887年 - 1916年 | 繼任： 陞爵                                  |